# Handbok för damer
Handbok för damer (spanska: Manual para señoritas) är en spansk historisk komediserie som hade premiär på Netflix den 28 mars 2025. Första säsongen består av åtta avsnitt. Serien är skapad av Gema R. Neira och María José Rustarazo.

## Handling
Serien utspelar sig under slutet av 1800-talet och handlar om Elena Bianda som fått i uppdrag att hitta makar åt tre rika systrar. I arbetet dras hon in i en värld av kärlek, skandaler och komiska intriger.

## Rollista (i urval)
- Maria Caballero – Alicia
- Álvaro Mel – Santiago
- Zoe Bonafonte – Sara
- Nadia de Santiago – Elena
- Paula Usero